# Амосово (Приморський район)
Амосово (рос. Амосово) — присілок в Приморському районі Архангельської області Російської Федерації.
Населення становить 50 осіб. Входить до складу муніципального утворення Лисестровське поселення.

## Історія
Від 2004 року входить до складу муніципального утворення Лисестровське поселення.

## Населення
| 2002 | 2010 | 2012 |
| ---- | ---- | ---- |
| 57   | ↘26  | ↗50  |